# Strumigenys totyla
Strumigenys totyla är en myrart som beskrevs av Bolton 1983. Strumigenys totyla ingår i släktet Strumigenys och familjen myror. Inga underarter finns listade i Catalogue of Life.